# Greg Heffley
Gregory "Greg" Heffley Jeff Kinney Egy ropi naplója című könyvsorozatának egyik főszereplője.

## Szerepe a történetben
Greg a sorozat főszereplője, akinek a szemszögéből a történet is íródik. Az olvasó mindent az ő nézőpontjából lát.

## Jelleme
Greg nagyon összetett karakter, mivel egyszerre pozitív és negatív főszereplője a történetnek. Általában negatív tulajdonságai vannak túlnyomóban. Gyakran viselkedik öntörvényűen, ritkán vállalja a felelősséget tetteiért. A házimunkát, amennyire tudja, elkerüli, és a tanulásban sem jeleskedik. Ugyanakkor nagyon szerencsétlen az élet kb. minden területén, és ha valamibe belefog, azt garantáltan elbaltázza. Ugyanakkor vannak dolgok, amikben tényleg nagyon jó, így például a varrás és a videójátékok területe.  

## Kapcsolata a többi szereplővel
Greg legjobb barátja a könyvekben Rowley Jefferson, aki sok szempontból Greg ellentéte, emiatt többször különböznek össze a sorozat során, de végül mindig kibékülnek. Apjával, Frankkel meglehetősen feszült a viszonya, mivel a férfi nemigen ért egyet fia életszemléletével. Anyjával, Susannal ugyanakkor pont, hogy túl jó a kapcsolata, mivel a nő szinte mindentől félti őt, ugyanakkor viszont gyakran ad tanácsokat fiának, és igyekszik az életre nevelni őt. Bátyjával, Rodrickkal gyakran veszekednek egymással, emellett pedig ő a fiú rendszeres ugratásainak fő alanya. Ennek ellenére, ha kell, kitartanak egymás mellett. Öccsére, Mannyre gyakran féltékeny, amiért szülei sokkal több mindent megengednek neki, mint amikor ő volt annyi idős. 

## A filmekben
Greget az első három Ropi – filmben Zachary Gordon alakította, majd az ötödik filmben, a Nagy kiruccanásban Jason Drucker vette át tőle a szerepet. A 2021-ben készült animációs filmadaptációban Brady Noon adta a hangját.

## Fogadtatás
Nárcisztikus és önző jellemvonásai miatt egyes szülőkben felmerült a kérdés, vajon Greg negatív hatással van-e a gyerekekre. 2018 októberében Texasban a könyv betiltását fontolgatták a szereplő romlott erkölcsei és pesszimista világnézete miatt. 2008-ban az Aish weboldal „totálisan ördöginek” nevezte a szereplőt és figyelmeztetett, a szülőknek mindenáron el kellene kerülniük a könyvsorozatot. A Tidy Books szerint Greg sosem tanul a leckékből és ritkán büntetik meg vagy kér őszinte bocsánatot, valamint a könyv szövegezése túlságosan árnyalt ahhoz, hogy a gyerekek megértsék: rossz dolgokat tesz és megbízhatatlan narrátor.
Filmbéli alteregója is hasonló értékeléseket kapott, a Rotten Tomatoes „antipatikus főhősnek” nevezte. Ennek ellenére a karakter megítélése javult az első film óta. A Kutya egy idő című folytatásról írt kritikájában Abby West, az Entertainment Weekly munkatársa a következőt jegyezte le: „bár gyakran egocentrikus és alattomos, Greg szerethető srác marad”.